# Tarajornitsut
Tarajornitsut är ett berg i Grönland (Kungariket Danmark).   Det ligger i kommunen Qeqqata, i den sydvästra delen av Grönland, 300 km norr om huvudstaden Nuuk. Toppen på Tarajornitsut är 310 meter över havet, eller 215 meter över den omgivande terrängen. Bredden vid basen är 3,5 km.
Terrängen runt Tarajornitsut är huvudsakligen kuperad, men åt sydväst är den platt.  Närmaste större samhälle är Kangerlussuaq, 16,9 km öster om Tarajornitsut. Omgivningarna runt Tarajornitsut är i huvudsak ett öppet busklandskap.